# Lagos (Pyrénées-Atlantiques)
Pour les articles homonymes, voir Lagos (homonymie).
Lagos [laɡɔs] est une commune française, située dans le département des Pyrénées-Atlantiques en région Nouvelle-Aquitaine.
Ses habitants sont les Lagosiens et les Lagosiennes.

## Géographie

### Localisation
La commune de Lagos se trouve dans le département des Pyrénées-Atlantiques, en région Nouvelle-Aquitaine.
Elle se situe à 17 km par la route de Pau, préfecture du département, et à 12 km de Pontacq, bureau centralisateur du canton des Vallées de l'Ousse et du Lagoin dont dépend la commune depuis 2015 pour les élections départementales.
La commune fait en outre partie du bassin de vie de Pau.
Les communes les plus proches sont : 
Bordères (0,7 km), Beuste (1,2 km), Bénéjacq (2,1 km), Baudreix (2,7 km), Mirepeix (3,1 km), Boeil-Bezing (3,7 km), Angaïs (3,9 km), Lucgarier (4,1 km).
Sur le plan historique et culturel, Lagos fait partie de la province du Béarn, qui fut également un État et qui présente une unité historique et culturelle à laquelle s’oppose une diversité frappante de paysages au relief tourmenté.

### Communes limitrophes
Les communes limitrophes sont  Baudreix, Beuste, Bordères, Lucgarier et Mirepeix.
|          | Beuste   |           |
| Baudreix | Lagos    | Lucgarier |
| Mirepeix | Bordères |           |

### Hydrographie

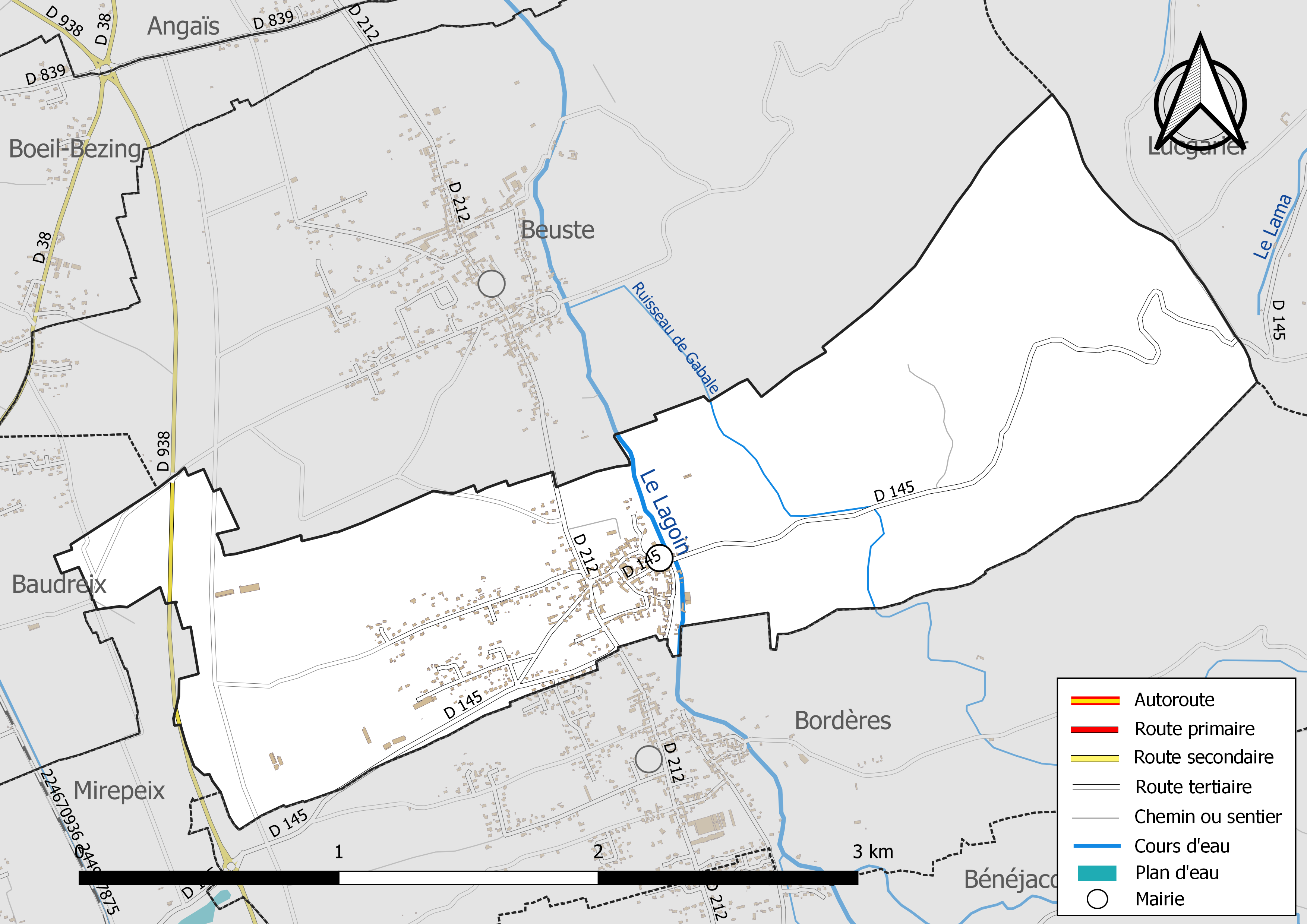
Réseaux hydrographique et routier de Lagos.

La commune est drainée par le Lagoin, le ruisseau de Gabale et par un petit cours d'eau, constituant un réseau hydrographique de 2 km de longueur totale,.
Le Lagoin, d'une longueur totale de 28,7 km, prend sa source dans la commune de Saint-Vincent et s'écoule du sud-est vers le nord-ouest. Il traverse la commune et se jette dans le gave de Pau à Bizanos, après avoir traversé 13 communes.

### Climat
Pour des articles plus généraux, voir Climat de la Nouvelle-Aquitaine et Climat des Pyrénées-Atlantiques.
Historiquement, la commune est exposée à un climat de montagne.  
En 2020, Météo-France publie une typologie des climats de la France métropolitaine dans laquelle la commune est toujours exposée à un climat de montagne et est dans la région climatique Pyrénées atlantiques, caractérisée par une pluviométrie élevée (>1 200 mm/an) en toutes saisons, des hivers très doux (7,5 °C en plaine) et des vents faibles.
Pour la période 1971-2000, la température annuelle moyenne est de 13,2 °C, avec une amplitude thermique annuelle de 14,3 °C. Le cumul annuel moyen de précipitations est de 1 260 mm, avec 11,3 jours de précipitations en janvier et 8,8 jours en juillet. Pour la période 1991-2020, la température moyenne annuelle observée sur la station météorologique la plus proche, située sur la commune de Bénéjacq à 2 km à vol d'oiseau, est de 13,4 °C et le cumul annuel moyen de précipitations est de 1 244,1 mm,. Pour l'avenir, les paramètres climatiques de la commune estimés pour 2050 selon différents scénarios d’émission de gaz à effet de serre sont consultables sur un site dédié publié par Météo-France en novembre 2022.

### Milieux naturels et biodiversité

#### Réseau Natura 2000
Le réseau Natura 2000 est un réseau écologique européen de sites naturels d'intérêt écologique élaboré à partir des Directives « Habitats » et « Oiseaux », constitué de zones spéciales de conservation (ZSC) et de zones de protection spéciale (ZPS).
Un site Natura 2000 a été défini sur la commune au titre de la « directive Habitats » : le « gave de Pau », d'une superficie de 8 194 ha, un vaste réseau hydrographique avec un système de saligues encore vivace,.

#### Zones naturelles d'intérêt écologique, faunistique et floristique
L’inventaire des zones naturelles d'intérêt écologique, faunistique et floristique (ZNIEFF) a pour objectif de réaliser une couverture des zones les plus intéressantes sur le plan écologique, essentiellement dans la perspective d’améliorer la connaissance du patrimoine naturel national et de fournir aux différents décideurs un outil d’aide à la prise en compte de l’environnement dans l’aménagement du territoire.
Une ZNIEFF de type 2 est recensée sur la commune, : 
les « bois de Benejacq, bordères, Boeil et bordes » (2 158 ha), couvrant 13 communes du département.

## Urbanisme

### Typologie
Au 1er janvier 2024, Lagos est catégorisée commune rurale à habitat dispersé, selon la nouvelle grille communale de densité à sept niveaux définie par l'Insee en 2022.
Elle appartient à l'unité urbaine de Pau, une agglomération intra-départementale regroupant 55  communes, dont elle est une commune de la banlieue,,. Par ailleurs la commune fait partie de l'aire d'attraction de Pau, dont elle est une commune de la couronne,. Cette aire, qui regroupe 227 communes, est catégorisée dans les aires de 200 000 à moins de 700 000 habitants,.

### Occupation des sols

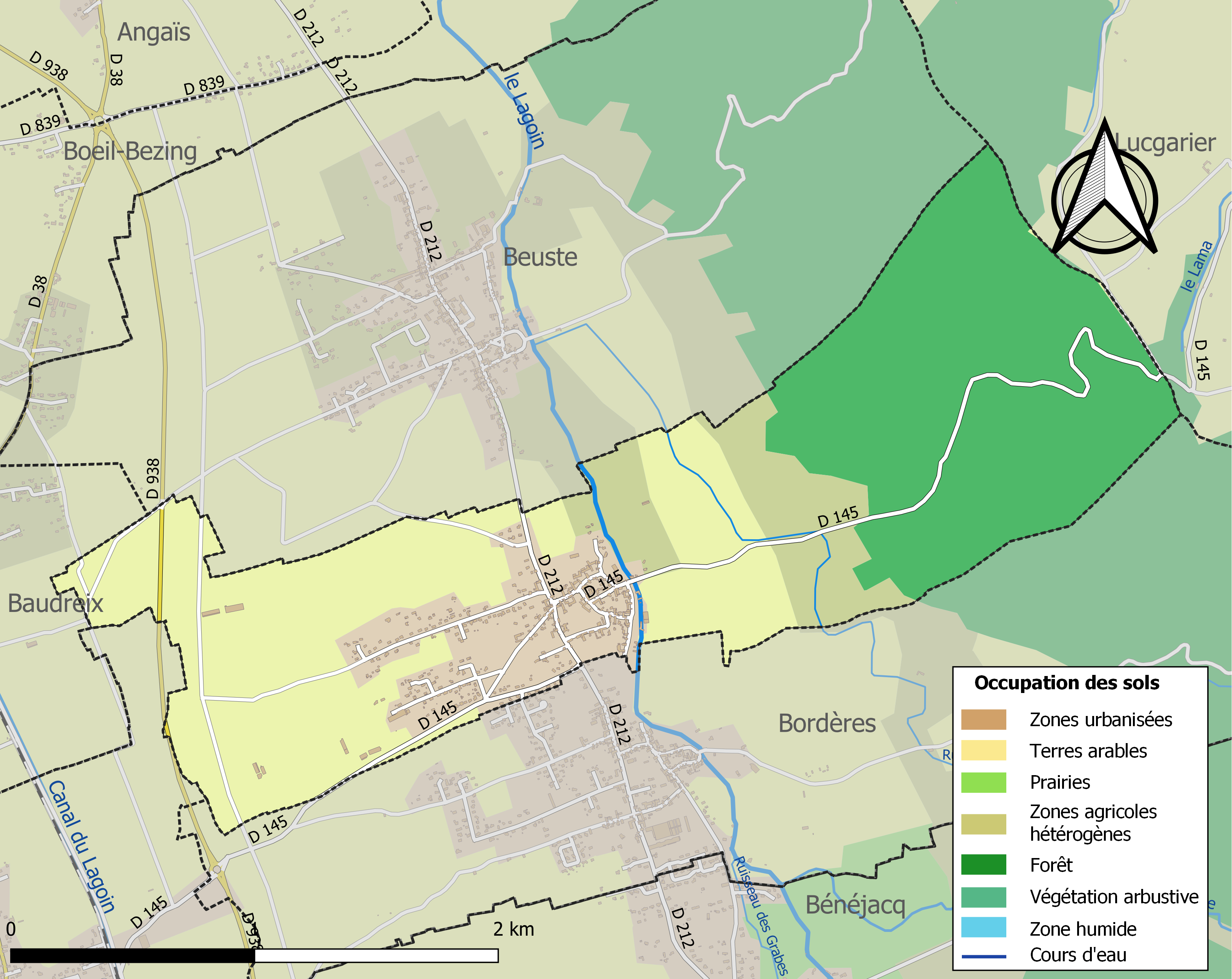
Carte des infrastructures et de l'occupation des sols de la commune en 2018 (CLC).

L'occupation des sols de la commune, telle qu'elle ressort de la base de données européenne d’occupation biophysique des sols Corine Land Cover (CLC), est marquée par l'importance des territoires agricoles (48,2 % en 2018), une proportion sensiblement équivalente à celle de 1990 (47,9 %). La répartition détaillée en 2018 est la suivante : 
forêts (39,3 %), terres arables (37,5 %), zones urbanisées (12,5 %), zones agricoles hétérogènes (10,7 %). L'évolution de l’occupation des sols de la commune et de ses infrastructures peut être observée sur les différentes représentations cartographiques du territoire : la carte de Cassini (XVIIIe siècle), la carte d'état-major (1820-1866) et les cartes ou photos aériennes de l'IGN pour la période actuelle (1950 à aujourd'hui).

### Lieux-dits et hameaux
- Artigues ;
- Bois ;
- Lanne ;
- Village.

### Voies de communication et transports
La commune est desservie par les routes départementales 145 et 212 et par les bus du réseau interurbain des Pyrénées-Atlantiques.

### Risques majeurs
Le territoire de la commune de Lagos est vulnérable à différents aléas naturels : météorologiques (tempête, orage, neige, grand froid, canicule ou sécheresse), inondations et séisme (sismicité moyenne). Un site publié par le BRGM permet d'évaluer simplement et rapidement les risques d'un bien localisé soit par son adresse soit par le numéro de sa parcelle.
Certaines parties du territoire communal sont susceptibles d’être affectées par le risque d’inondation par une crue torrentielle ou à montée rapide de cours d'eau, notamment le Lagoin. La commune a été reconnue en état de catastrophe naturelle au titre des dommages causés par les inondations et coulées de boue survenues en 1982, 2009 et 2011,.

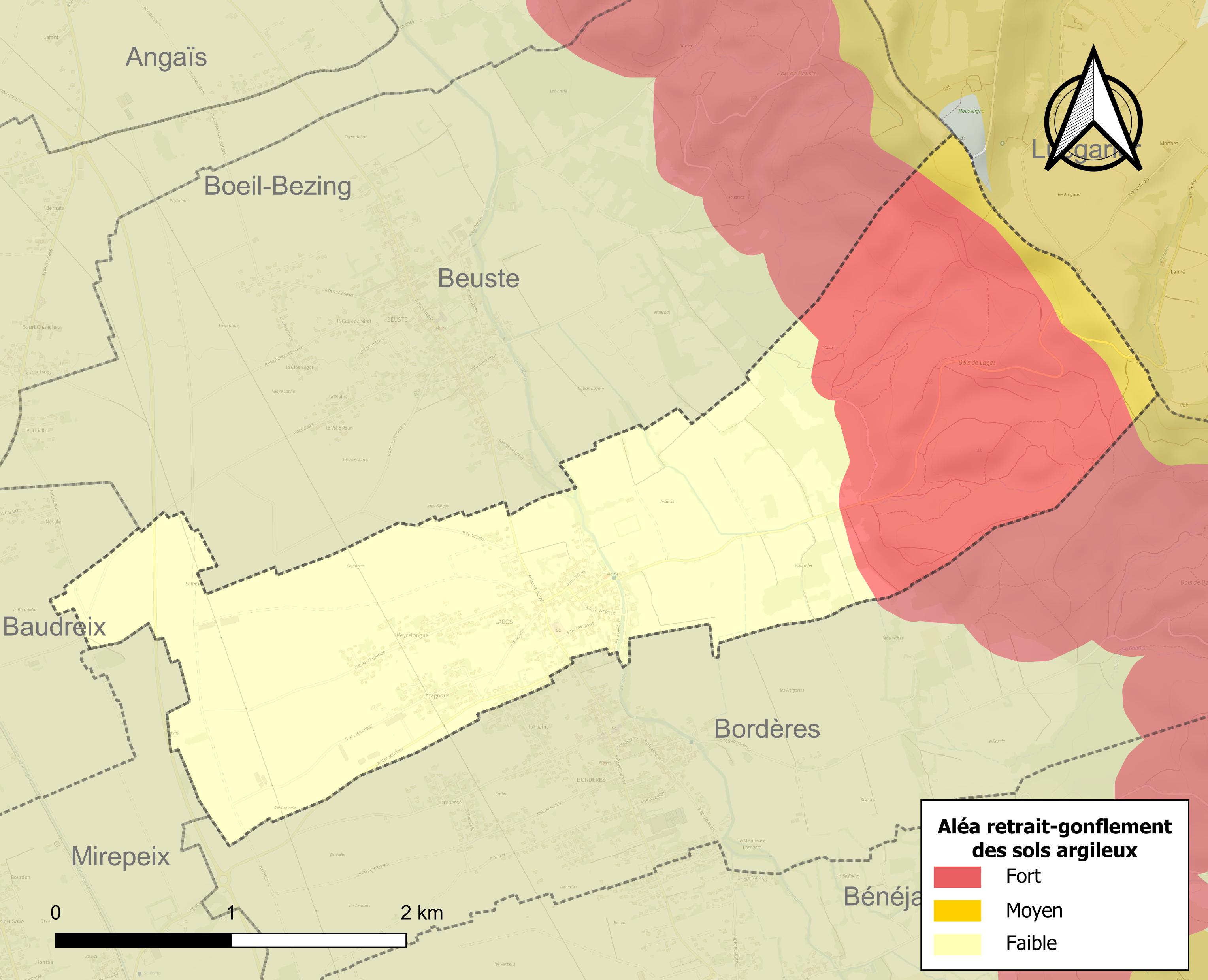
Carte des zones d'aléa retrait-gonflement des sols argileux de Lagos.

Le retrait-gonflement des sols argileux est susceptible d'engendrer des dommages importants aux bâtiments en cas d’alternance de périodes de sécheresse et de pluie. 35,9 % de la superficie communale est en aléa moyen ou fort (59 % au niveau départemental et 48,5 % au niveau national). Depuis le 1er octobre 2020, en application de la loi ELAN, différentes contraintes s'imposent aux vendeurs, maîtres d'ouvrages ou constructeurs de biens situés dans une zone classée en aléa moyen ou fort,.

## Toponymie
Le toponyme Lagos est mentionné au XIe siècle (Pierre de Marca) et apparaît sous la forme 
Lagoos (1580, réformation de Béarn).
Son nom béarnais est Lagòs ou Lagos.

### Microtoponymie
Batbielle désigne un ensemble de landes et de bois, s’étendant sur le territoire des communes d’Angaïs, Beuste, Boeil, Bénéjacq, Bordères, Lagos et Mirepeix, placé sous la juridiction des jurats de Beuste. C’est également le titre d’un archidiaconé du diocèse de Lescar, correspondant à l’emprise des cantons de Nay et de Clarac. On retrouve ce toponyme sous les graphies 
Baigbiella (XIIIe siècle, fors de Béarn), 
archidiagonat de Batbilhe (1385, censier de Béarn), 
Batbielhe et l’arsidiagonat de Begbielle (respectivement 1396 et 1400, notaires de Navarrenx), 
le conbent de Bagbielhe et les Abbatbielles (respectivement 1538 et 1675, réformation de Béarn).

## Histoire
Paul Raymond note qu'en 1385, Lagos comptait dix-huit feux et dépendait du bailliage de Pau.

## Politique et administration
| Période                                  | Période  | Identité                 | Étiquette | Qualité |
| ---------------------------------------- | -------- | ------------------------ | --------- | --- |
| 1953                                     | 1977     | Siméon Cazenave          |           | |
| 1977                                     | 1989     | Lucien Vignau-Loustau    |           | |
| 1989                                     | 1995     | Lucien Jacquemont-Collet | RPR       | |
| juin 1995                                | En cours | Christian Petchot-Bacqué | PS        | conseiller général de Nay-Est de 2004 à 2011, puis de 2011 à 2015 et conseiller départemental des vallées de l'Ousse et du Lagoin de 2015 à 2021 Président de la Communauté de communes du Pays de Nay depuis 2008, réélu en 2014 et en 2020 |
| Les données manquantes sont à compléter. |          |                          |           | |

### Intercommunalité
Lagos appartient à trois structures intercommunales :
- la communauté de communes du Pays de Nay ;
- le SIVU de regroupement pédagogique intercommunal de Beuste - Lagos
- le syndicat d’énergie des Pyrénées-Atlantiques

### Jumelages
- 1997, accord d'amitié et de coopération entre Lagos (France) et Lagos (Portugal) ;
- 2003, accord d'amitié et de coopération entre Lagos (France), Lagos (Portugal) et Velez-Malaga pour Lagos (Espagne) ;
- 2007, accord d'amitié des Lagos d'Europe entre Lagos (France), Lagos (Portugal), Velez-Malaga pour Lagos (Espagne) et Didymothicho pour Lagos (Grèce) ;
- 2008, accord d'amitié des Lagos du Monde entre Lagos (France), Lagos (Portugal), Velez-Malaga pour Lagos (Espagne), Didymothicho pour Lagos (Grèce) et Lagos de Moreno (Mexique) ;
- 2009, accord d'amitié des Lagos du Monde entre Lagos (France), Lagos (Portugal), Velez-Malaga pour Lagos (Espagne), Didymoteicho pour Lagos (Grèce), Lagos de Moreno (Mexique)et Los Lagos (Chili) ;
- 2010, accord d'amitié des Lagos du Monde entre Lagos (France), Lagos (Portugal), Velez-Malaga pour Lagos (Espagne), Didymoteicho pour Lagos (Grèce), Lagos de Moreno (Mexique), Los Lagos (Chili) et Avdira pour Porto-Lagos (Grèce).

## Population et société

### Démographie
L'évolution du nombre d'habitants est connue à travers les recensements de la population effectués dans la commune depuis 1793. Pour les communes de moins de 10 000 habitants, une enquête de recensement portant sur toute la population est réalisée tous les cinq ans, les populations de référence des années intermédiaires étant quant à elles estimées par interpolation ou extrapolation. Pour la commune, le premier recensement exhaustif entrant dans le cadre du nouveau dispositif a été réalisé en 2008.

En 2022, la commune comptait 468 habitants, en évolution de −0,43 % par rapport à 2016 (Pyrénées-Atlantiques : +3,78 %, France hors Mayotte : +2,11 %).
| 1793 | 1800 | 1806 | 1821 | 1831 | 1836 | 1841 | 1846 | 1851 |
| ---- | ---- | ---- | ---- | ---- | ---- | ---- | ---- | ---- |
| 331  | 355  | 360  | 346  | 346  | 378  | 370  | 400  | 433  |

| 1856 | 1861 | 1866 | 1872 | 1876 | 1881 | 1886 | 1891 | 1896 |
| ---- | ---- | ---- | ---- | ---- | ---- | ---- | ---- | ---- |
| 448  | 443  | 458  | 450  | 441  | 423  | 418  | 396  | 405  |

| 1901 | 1906 | 1911 | 1921 | 1926 | 1931 | 1936 | 1946 | 1954 |
| ---- | ---- | ---- | ---- | ---- | ---- | ---- | ---- | ---- |
| 406  | 410  | 337  | 303  | 301  | 255  | 243  | 219  | 222  |

| 1962 | 1968 | 1975 | 1982 | 1990 | 1999 | 2006 | 2008 | 2013 |
| ---- | ---- | ---- | ---- | ---- | ---- | ---- | ---- | ---- |
| 234  | 212  | 292  | 373  | 510  | 501  | 475  | 468  | 474  |

| 2018 | 2022 | - | - | - | - | - | - | - |
| ---- | ---- | - | - | - | - | - | - | - |
| 467  | 468  | - | - | - | - | - | - | - |

Lagos fait partie de l'aire d'attraction de Pau.

## Économie
La commune fait partie de la zone d'appellation de l'ossau-iraty.

## Culture locale et patrimoine

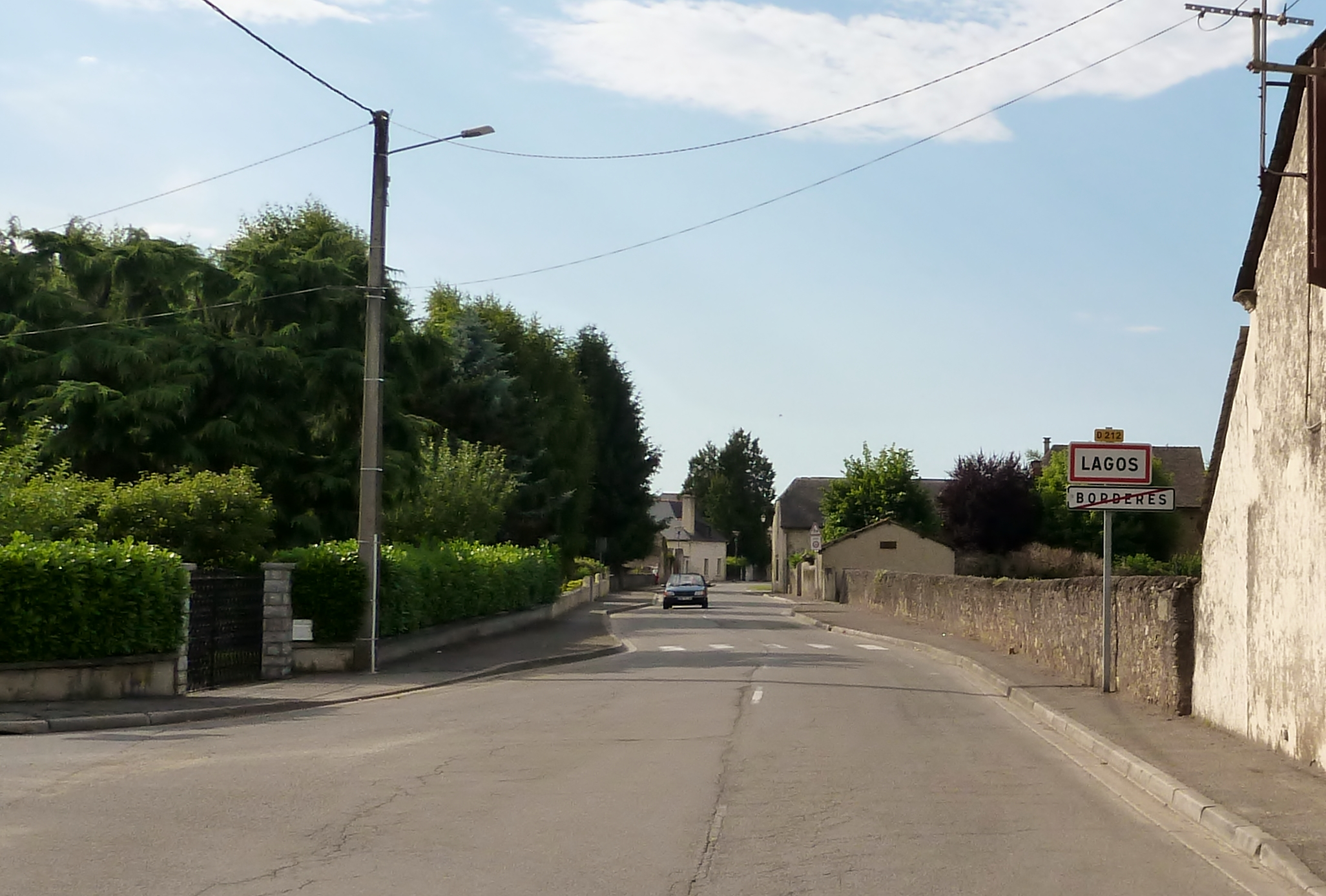
Entrée dans Lagos.
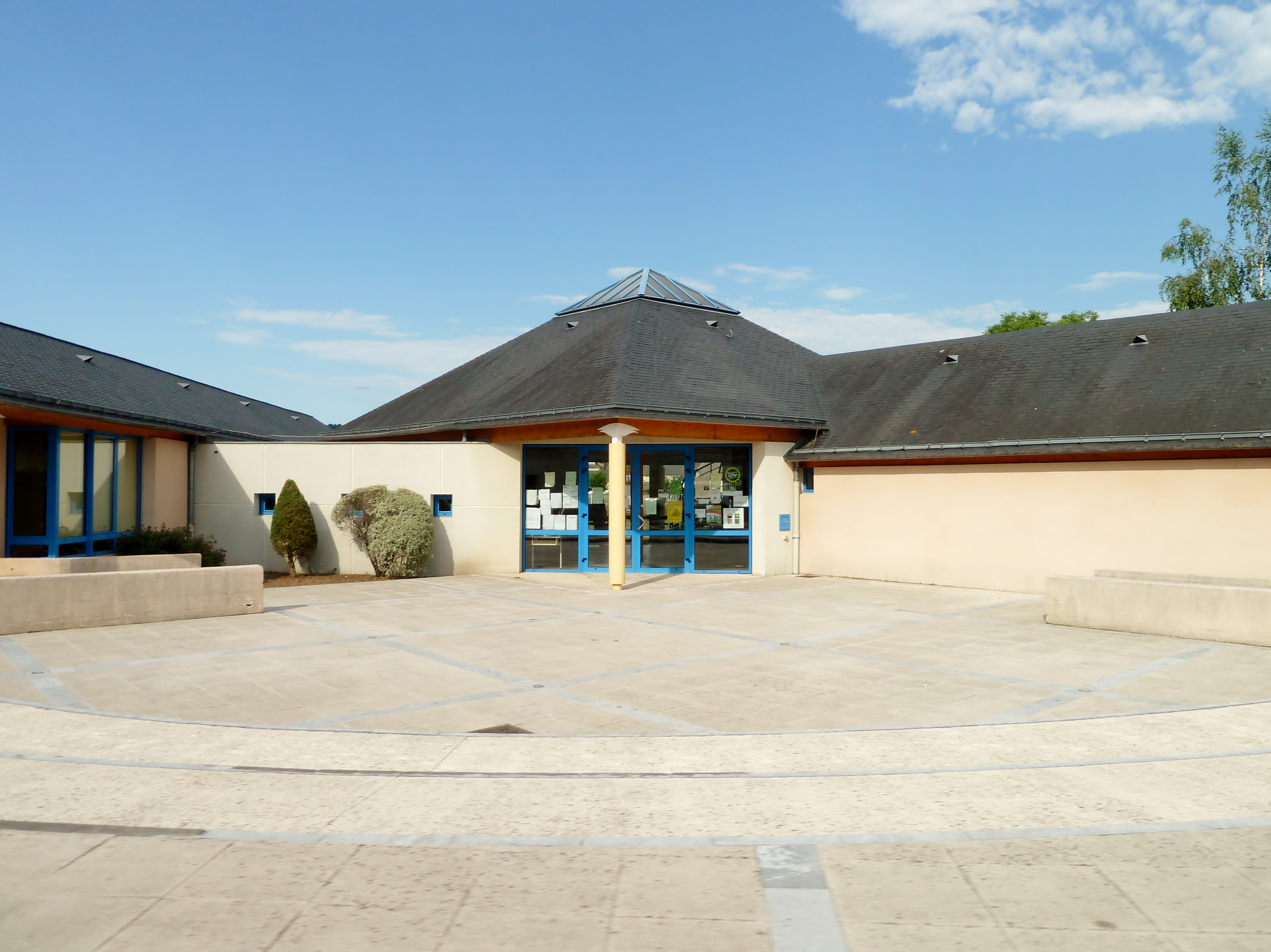
L'école primaire.

### Patrimoine religieux
L'église Saint-Martin date de la fin du XIXe siècle.

## Équipements
Éducation
Lagos dispose d'une école primaire et maternelle.

## Héraldique
| Blason de Lagos | Blason  | Tiercé en pairle renversé: au 1) de sinople à un chêne d'argent, au 2) d'or à deux vaches de gueules accornées, colletées et clarinées d'azur, l'une au-dessus de l'autre, au 3) d'azur à un lièvre bondissant d'or accompagné en pointe d'une trangle ondée d'argent. |
| Blason de Lagos | Détails | Créé par JF Binon. Adopté le 29 mars 2022 |